# Ángel Emanuel Luna
Ángel Emanuel Luna (Moreno, Buenos Aires, Argentina, 30 de enero de 1989) es un futbolista argentino. Juega como delantero y su equipo actual es el Club Atlético Villa San Carlos de la Primera B Metropolitana. Tiene 36 años.

## Trayectoria
En las categorías infantiles se destacó en la Liga Argentina de Baby Fútbol Argentino, donde es descubierto por Néstor Ariel Valenzuela exjugador de Selecciones Juveniles de Fútbol de Argentina, en el año 2003 con edad de 9° categoría juega en la Villa Olímpica de Vélez Sarsfield como delantero destacado en el torneo de Fútbol paralelo de AFA.
Para el año 2004 lo ficha oficialmente el Club Atlético San Lorenzo de Almagro donde se desenvuelve  entre 8° y 4° categoría como uno de los jugadores más destacados del fútbol amateur de Argentina, mereciéndole un campeonato como goleador de la 6° categoría, 1 debut en Reserva de Primera División con 1 gol en ese partido contra Argentinos Juniors,  2 convocatorias a las Preselecciones de Argentina Sub-18 y Sub-20 bajo la dirección técnica de Hugo Tocalli, continuando luego con  la contratación como jugador profesional por River Plate de Argentina, hasta la actualidad donde forma parte del plantel de Reserva con actuaciones destacadas.
Por sus características futbolísticas es similar a Carlos Tévez y al Kun Agüero, con el ingrediente de tener condiciones naturales como los mejores enganches que ha dado nuestro fútbol y, por sus características físicas y forma de correr parecidas a Ezequiel Lavezzi, en su etapa en San Lorenzo fue apodado “Pocho”, pero su verdadero sobrenombre y como es reconocido es "Bebu".
Se trata de un jugador habilidoso con excelente manejo de ambos perfiles a punto tal que muchos no saben definir si es derecho o izquierdo, de hecho tiene tantos goles marcados de izquierda como de derecha que es su perfil natural. Su característica principal como media punta o enganche es la habilidad y la potencia, su inteligencia para interpretar el juego, jugar y hacer jugar a sus compañeros lo colocan como enganche y excelente estratega con llegada al gol; como punta o media punta punzante, potente, veloz y efectivo a la hora de marcar.
Como personalidad, fundamentalmente se destaca su capacidad para imponer su juego con el factor anímico de fortaleza y temperamento para destacarse en instancias decisivas como finales  y encuentros clásicos y, en casos necesarios, remontar la adversidad.
En River Plate ingresa con edad de 4° categoría y rápidamente el club le hace un contrato por tres temporadas asegurando su ficha profesional para comenzar a actuar en el torneo de Reserva de Primera División de la mano de Ernesto "Carucha" Corti bajo el mando del cuerpo técnico encabezado por Leonardo Astrada y Hernán Díaz.
El comienzo del 2011 lo encuentra esperando su oportunidad en Primera División, fue pretendido a préstamo por San Martín de Tucumán equipo destacado de la B Nacional del Fútbol Argentino, pero, a pesar de su excelente actuación y destacados elogios de los medios locales  y del propio entrenador, el club con un solo cupo disponible, se decidió por la contratación de un enganche de trayectoria en Primera división y postergó el sueño del juvenil de hacer su debut en Primera en el comienzo del año, dejando la promesa abierta de contratarlo para junio del mismo año, si antes no le llega la convocatoria en la Primera División de River Plate u otro club del mismo nivel.

## Selección Juvenil

### Preselección Sub-18
Hugo Tocalli arma esta preselección en el año 2006 como base para la que será la Selección Sub-20 para clasificar al Mundial de Egipto, allí les transmite a sus jugadores la intención de ir formando ese grupo para lo que será la Selección Sub-20 con el fin de hacer un equipo de excelencia.

### Preselección Sub-20
Ya con edad de 5° categoría en septiembre de 2007 ratifican la convocatoria de Ángel Emanuel Luna para el proyecto definitivo de la Selección Argentina Sub-20.
En ese año Hugo Tocalli deja la Selección y en las nuevas convocatorias el sueño de Ángel queda postergado, por lo menos hasta que logre, desde su esfuerzo y capacidad un nuevo lugar ya, hoy día, en Selección Sub-23 o Selección Mayor.

## Ficha técnica

### Estadísticas
21 partidos en Reserva de Primera División

### Goles
Reserva Primera División de Club Atlético San Lorenzo de Almagro: 
vs Argentinos Jrs. (Debut en reserva del Club Atlético San Lorenzo de Almagro)
Reserva Primera División del Club Atlético River Plate:
vs Club Atlético San Lorenzo de Almagro
vs Lanús
vs Godoy Cruz
vs Argentinos Jrs.
vs Huracán
| Equipo                                            | Torneo                        | Cantidad de partidos jugados | Cantidad de goles |
| ------------------------------------------------- | ----------------------------- | ---------------------------- | ----------------- |
| Debut Juvenil 2007 Reserva San Lorenzo de Almagro |                               | 1 (vs Argentinos Jrs.)       | 1                 |
| Reserva River Plate                               | Clausura 2010 / Apertura 2010 | 20                           | 6                 |